# Kursächsische Postmeilensäule Burkhardtsdorf

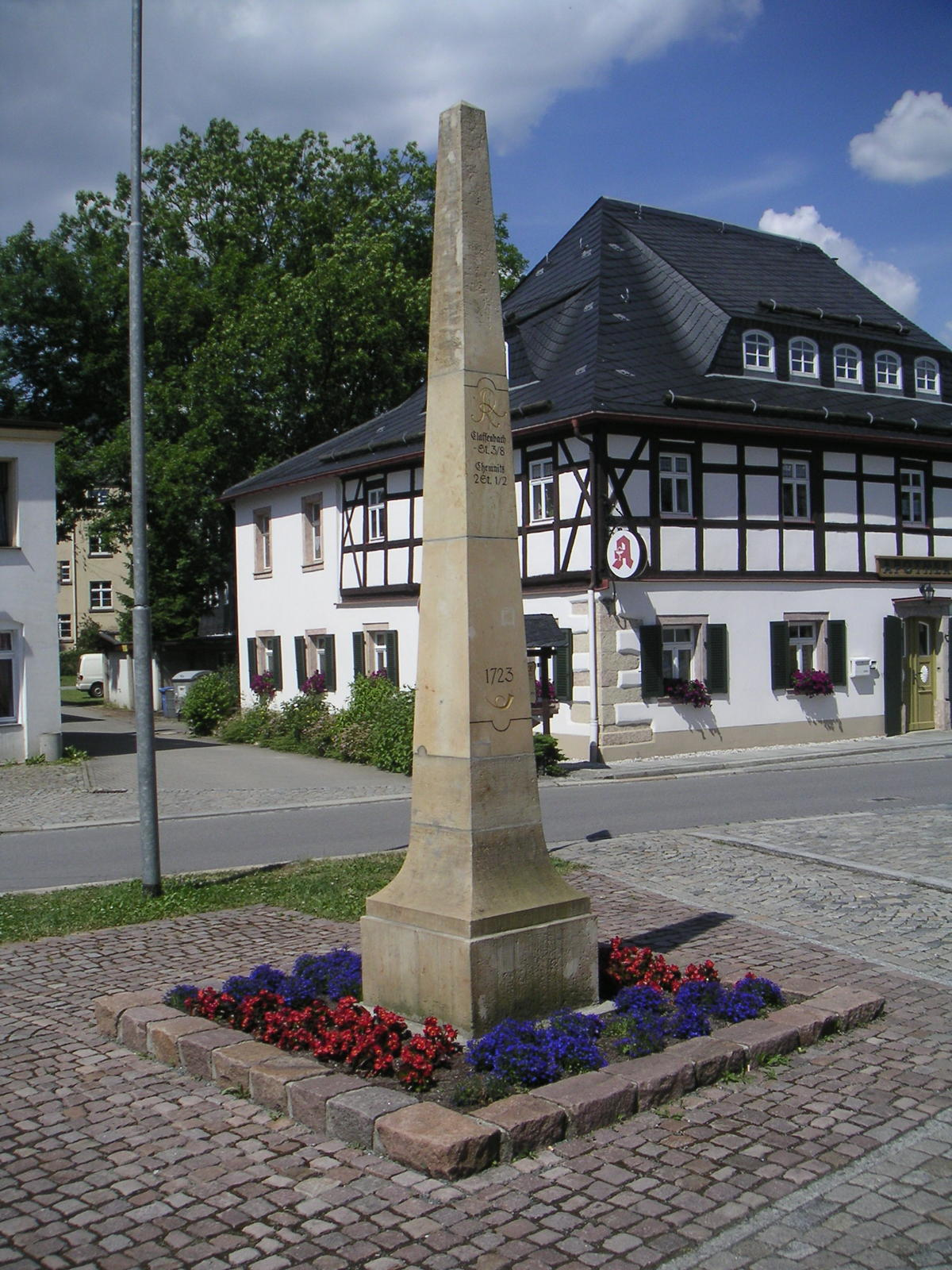
Ganzmeilensäule Burkhardtsdorf

Die denkmalgeschützte kursächsische Ganzmeilensäule Burkhardtsdorf gehört zu den Postmeilensäulen, die im Auftrag des Kurfürsten Friedrich August I. von Sachsen durch den Land- und Grenzkommissar Adam Friedrich Zürner in der ersten Hälfte des 18. Jahrhunderts im Kurfürstentum Sachsen errichtet worden sind. Sie befindet sich an der Kreuzung Bundesstraße 180 – Canzlerstraße, nahe dem Markt in der westerzgebirgischen Gemeinde Burkhardtsdorf im Erzgebirgskreis.

## Geschichte
Bei dieser Ganzmeilensäule handelt es sich um die Kopie der unweit dieser Stelle gestandenen Postsäule aus dem Jahr 1723 mit der Reihennummer 40. Die Säule gehörte zur Poststraße von Leipzig über Chemnitz, Annaberg nach Karlsbad. Die Originalsäule bestand aus Hilbersdorfer Porphyrtuff. Der Inschriftenblock wurde 1886 beim Abriss einer Scheune entdeckt und der Torso 1958 wiederaufgestellt. Ein LKW riss die Säule 1970 um. 1982 wurde die Säule restauriert und ergänzt und bei der letzten Restaurierung das Original durch eine Kopie aus Elbsandstein ersetzt und diese auf dem jetzigen Standort aufgestellt.